# HP Saturn

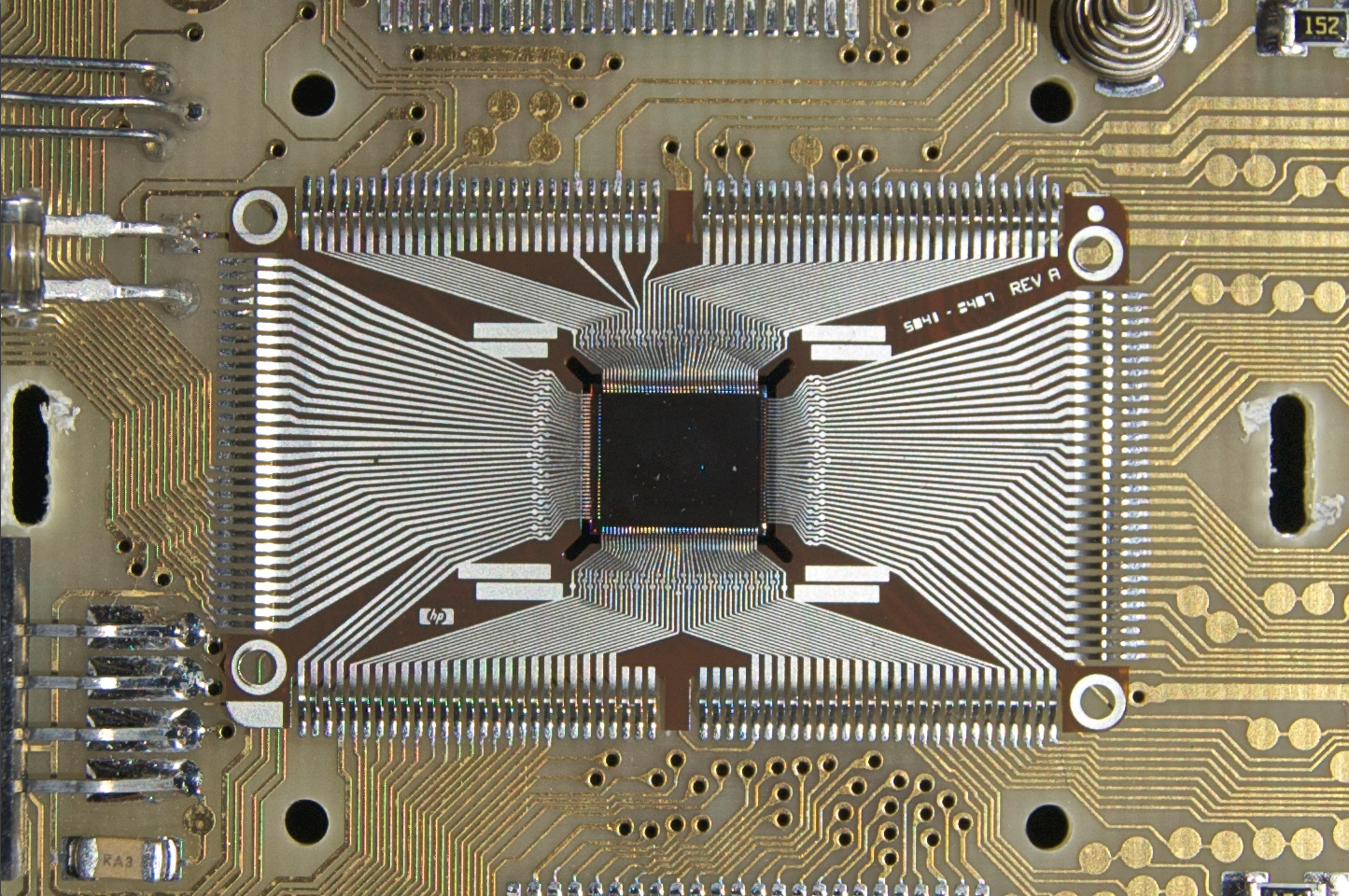
HP Saturn 1LT8 Clarke in HP 48 SX

HP Saturnとは、1980年代にヒューレット・パッカード社によって開発された、関数電卓あるいは小型コンピューター向けの、4bitマイクロプロセッサのシリーズである。
Saturnは旧機種の電卓に使われたNutファミリープロセッサの後継品として開発された。
最初のSaturn CPUは、1984年に発売されたHP-71Bハンドヘルドコンピューター（日本のポケットコンピュータに類似）に搭載された。
その後、新規バージョンのCPUがHP 48 シリーズ関数電卓に特に多く搭載されるようになった。
HP 49/50 シリーズでも、最初期のモデルには同様にSaturn CPUが搭載された。しかし2003年に、NECの工場が技術的理由でSaturnプロセッサの製造をすることができなくなっため、同年発売されたHP 49g+からは、ARM920T（ARMv4Tアーキテクチャ）をコアとした Samsung S3C2410 プロセッサを使うように設計が変更され、Saturn CPU（Apple series ）をソフトウェアでエミュレーションするようになった。
2000年に発売されたHP 39GとHP 40Gは、Saturn CPUを搭載した最後の電卓になった。
Saturnエミュレータを搭載した最後の電卓は、2006年に発売されたHP 39gs、HP 40gs、HP 50gの3機種、ならびにhp 48gIIの2007年版であった。
特にHP 50gは、Saturnエミュレータを搭載した電卓の中で最も遅くまで製造されていた。サムスン電子がHP 50g用のARMプロセッサの製造を中止したため、2015年にHP 50gも製造中止になった。

## アーキテクチャ
Saturnアーキテクチャはデータの基本単位がニブル(4bit)単位である。1ニブルで1桁のBCD(二進化十進数)を保持できる。
Saturnマイクロプロセッサは64bitと20bitのハイブリッドCPUのように見えるが、4bit CPUのような動作をする。プログラム上でニブル(4bit)単位のデータを扱い、ニブル(4bit)単位のアドレスシステムを使うからである。
メインレジスタのA,B,C,Dとスクラッチレジスタ（一時記憶用）のR0,R1,R2,R3,R4は64bit幅であるが、データレジスタのD0とD1は20bitである。
外部アクセス時の論理的な4bitデータフェッチは8bitの物理フェッチに自動的に変換される。つまりプログラム上はニブル(4bit)単位アクセスをしても実際には8bitでアクセスし、そのうちの4bitだけを使う。
物理的に説明すると、最下位のアドレスビットが1byte(8bit)中の上位ニブル(4bit)なのか下位ニブル(4bit)なのかを示しているので、実際には19bitのバイト単位アドレス空間しかないことになる。
Saturnの64bitレジスタフォーマット：
s:正負符号、m:仮数、x:指数、w:ワード、b:バイト
| Bits           | 63-60 | 59-56 | 55-52 | 51-48 | 47-44 | 43-40 | 39-36 | 35-32 | 31-28 | 27-24 | 23-20 | 19-16 | 15-12 | 11-8 | 7-4  | 3-0  |
| Nibble         | F     | E     | D     | C     | B     | A     | 9     | 8     | 7     | 6     | 5     | 4     | 3     | 2    | 1    | 0    |
| -------------- | ----- | ----- | ----- | ----- | ----- | ----- | ----- | ----- | ----- | ----- | ----- | ----- | ----- | ---- | ---- | ---- |
| Register field | wwww  | wwww  | wwww  | wwww  | wwww  | wwww  | wwww  | wwww  | wwww  | wwww  | wwww  | wwww  | wwww  | wwww | wwww | wwww |
| Number field   | ssss  | mmmm  | mmmm  | mmmm  | mmmm  | mmmm  | mmmm  | mmmm  | mmmm  | mmmm  | mmmm  | mmmm  | mmmm  | xxxx | xxxx | xxxx |
| Address field  | ????  | ????  | ????  | ????  | ????  | ????  | ????  | ????  | ????  | ????  | ????  | aaaa  | aaaa  | aaaa | aaaa | aaaa |
| Byte field     | ????  | ????  | ????  | ????  | ????  | ????  | ????  | ????  | ????  | ????  | ????  | ????  | ????  | ssss | bbbb | bbbb |

Satrunは4つの汎用レジスタ(A,B,C,D)と5つのスクラッチレジスタ(R0-R4)を持っており、それらは64bit幅である。汎用レジスタのデータはニブル単位でアクセスすることができる。一方、スクラッチレジスタはロードとストアしかできない。
その64bitレジスタ(つまり16ニブル)は、1ニブルの正負符号、12桁（12ニブル）の仮数部、そして3桁（3ニブル）の指数部（範囲は±499）で構成されたBCD浮動小数点数を格納することができる。直接的な2進数表現の代わりにBCD（二進化十進数）を使うと、2進数/10進数変換時の丸め誤差を回避できるという利点がある。
メモリ使用効率を最適化するためにSaturnのアドレスはニブル単位である。3つのポインタレジスタ（プログラムカウンタ含む）とアドレスデータパスは20bit幅である。このため、Saturnアーキテクチャは1Mニブル = 512 KBをアドレスできる。
HP 48GXのように512 KBを越えるアドレスが必要な場合はバンク切替が使われる。
HP 48S/SX と HP 48G/GX シリーズにおいて、Saturn CPUコアはより複雑なチップセットの一部として組込まれている。

## Saturn搭載チップセットと利用製品
最初のSaturn CPUという名前はチップ全体を指していた。後にチップはSaturn CPUとメモリだけでなく周辺回路も搭載するようになったので、チップセットになった。各チップセット毎に搭載している周辺回路なども異なるので、各チップセットはコード名で区別されるようになった。
チップセットのコード名はルイス・クラーク探検隊の隊員にちなんだコード名を付けられている。HP 48S/SXの場合、ウィリアム・クラークにちなんでコード名はClarkeである。HP 48G/GXの場合、クラークの従僕にちなんでコード名はYorkeである。旧機種のHP-28Sの場合は、ルイス・クラーク探検隊のメリウェザー・ルイスにちなんでLewisというコード名であった。
| Level | コード名                                          | 応用製品 | 特性 |
| ----- | ------------------------------------------------- | --- | --- |
| 0     | Saturn (1LF2)                                     | HP-44A, HP-71B (1984) | |
| ?     | 1LJ7                                              | ThinkJet プリンター (1984) HP Integral PC (1985)に搭載されたプリンターである。                                            | |
| 1     | Saturn (1LK7)                                     | HP-18C (1986), HP-28C (1987), HP-71B                                                                                      | CPU : 640 kHz, 命令追加 |
|       | Bert (1LU7)                                       | HP-10B (1988), HP-20S (1988), HP-21S                                                                                      | - CPU : 640 kHz - ROM : 10 KB - RAM : 256 bytes - LCDドライバー搭載 ※ここからCPU,RAM,ROM以外のものも搭載するようになったので、コード名が付与された。                                                                        |
|       | Sacajawea (1LR3, 1LE2)                            | HP-14B, HP-22S, HP-32S (1988), HP-32S+, HP-32SII (1991)                                                                   | - CPU : 640 kHz - ROM : 10 KB - RAM : 512 bytes - LCDドライバー搭載 |
|       | Lewis (1LR2, 1LT8)                                | HP-17B (1988), HP 17BII (1990), HP-19B (1988), HP 19BII (1990), HP-27S (1988), HP-28S (1988), HP-42S (1988)               | 3V CMOSで製造された。 - CPU : 1 MHz - ROM : 64 KB - メモリーコントローラー（RAMが外付け） - LCDドライバー - 赤外線コントローラー                                                                                            |
| 2     | Clarke (1LT8)                                     | HP 48SX (1990), HP 48S (1990)                                                                                             | - CPU : 2 MHz, 命令追加 - メモリーコントローラー（ROMとRAMが外付け） - LCDコントローラー - UARTコントローラー - 赤外線コントローラー                                                                                        |
| 3     | Yorke (1LT8)                                      | HP 38G (1995), HP 38G+ (1998), HP 39G (2000), HP 40G (2000), HP 48GX (1993), HP 48G (1993), HP 48G+ (1998), HP 49G (1999) | - CPU : 3.68-4 MHz, 命令追加 - メモリーコントローラー（ROMとRAMが外付け） - LCDコントローラー - UARTコントローラー - 赤外線コントローラー ※NECで製造された。Saturn 5 プラットフォームとしても知られている。                 |
|       | New-Yorke                                         | HP 48GX prototype | - CPU : 8 MHz - メモリーコントローラー（ROMとRAMが外付け） - LCDコントローラー - UARTコントローラー - 赤外線コントローラー ※HP内部で試作されたものであり、一般に流通しなかった。                                            |
| 4     | Apple series (Big Apple, Mid Apple, Little Apple) | hp 39g+ (2003), HP 39gs (2006), HP 40gs (2006), hp 49g+ (2003), hp 48gII (2003/2007), HP 50g (2006)                       | 前述のYorke CPUの仮想バージョン（エミュレーター）である。 ARM920Tコア(ARMv4Tアーキテクチャ)のSamsung S3C2410 プロセッサファミリー 48/75 MHz によってYorke CPUエミュレーターが動作した。 追加された仮想命令はSaturn+という。 |